# Conill roquer de Natal
El conill roquer de Natal (Pronolagus crassicaudatus) és una espècie de mamífer de la família dels lepòrids que viu a Moçambic i a Sud-àfrica.